# Volovja reber
Volovja reber je sleme vzhodno od Ilirske Bistrice, na skrajnem jugozahodnem delu Snežniške planote. Tu se napaja sistem Škocjanskih jam in se zbira kraška podtalnica, ki napaja vodne vire v občini Ilriska Bistrica. Območje je bilo deležno mnogih naravovarstvenih ukrepov in pozornosti: bilo je predlagano za vključitev v Regijski park Snežnik; v slovenskem državnem načrtu je bilo rezervirano za ustanovitev parka; razglašeno je bilo za ekološko pomembno območje. Volovja reber izpolnjuje merila za vključitev v omrežje Natura 2000, v katero pa zaradi načrtovane gradnje vetrnih elektrarn ni bila vključena. To je povzročilo številne okoljevarstvene polemike.

## Geografska lega Volovje rebri
Sleme Gur (kakor domačini imenujejo ta predel) leži na skrajnih jugozahodnih obronkih Snežniške planote, kjer kraški masiv prehaja v dolino Zgornje Pivke in se v strmi narivni stopnji spušča v dolino Reke. Zaradi projekta gradnje vetrne elektrarne na tem območju danes večina ljudi pojmuje Volovjo reber kot sleme, ki se vije med Milanko (948 m) na severu in Štango (1101 m) na jugu. Tako definirano sleme je dolgo približno 7 km in se naprej od Štange proti jugu nadaljuje nad dolino Reke do meje z Republiko Hrvaško. Za celotno sleme, ki se razteza v nadmorskih višinah med 950 m na severu in 1250 m na jugu, je značilna poraščenost s submediteranskimi - ilirskimi suhimi in suhimi kamnitimi travišči z značilno kraško floro na prisojnih pobočjih, medtem ko osojna pobočja porašča gozd. Vrh slemena dejansko predstavlja mejo med odprtim svetom travišč in sklenjeno gozdno vegatacijo. V ozkem topografskem smislu je Volovja reber zgolj 1,5 km dolgo ovršje slemena med Belimi ovcami (1030 m) in Milanko (948 m), kar lahko vidimo tudi po zapisih na topografskih kartah večjih meril. Sleme je izredno markantna reliefna oblika, vidna od daleč naokoli. Najvišji vrh slemena je Velika Milanja (1099 m), od koder se razprostira pogled na Brkine, Čičarijo z Učko in Slavnikom, Vremščico, Nanos, Kvarnerski zaliv s Cresom ter dolino Pivke, medtem ko je pogled proti vzhodu omejen na prostrane gozdove Snežniške planote z najvišjim vrhom Snežnikom (1796 m). Ob lepem vremenu je moč opazovati Julijske Alpe in celo italijanske Dolomite.

## Geološka zgradba, podnebje in vode
Območje gradijo srednje do dobro vodoprevodni apnenci zgornje kredne starosti, ki so dobro zakraseli. Na vršnih robovih se pojavlja tudi apnenčasto-dolomitna breča, ki je nekoliko bolj odporna na preperevanje in gradi tudi zaobljene skalnate izdanke, ki izstopajo iz slemena Gur. Med njimi je najznamenitejša 10 m visoka skala v bližini V. Milanje, ki jo domačini imenujejo Zob, drugo takšno območje so Bele ovce. Sleme se v območju Žlebov proti severu zelo strmo spušča v povirno dolino pliocenske Pivke (danes je dolina suha) nad naseljem Koritnice, proti jugu pa v bolj blagem pregibu prehaja v obviselo dolino, po kateri je nekoč verjetno odtekal vodotok v porečje Reke. Pokrajino je preoblikovalo geomorfološko dogajanje v času poledenitve, ko so kamnine na območju intenzivneje mehansko preperevale. Učinki v reliefu so dobro vidni še danes. Ob vznožju slemema  naletimo na več mestih na periglacialno gradivo, ki je ponekod sedimentirano v sloje. Mehansko preperevanje kamnin je danes intenzivenjše zgolj v ovršju slemena in to v hladni polovici leta, medtem ko je danes prevladujoči geomorfogenetski proces na območju razpršena korozija, o čemer pričajo številne vrtače v obviseli dolini jugozahodno od slemena.
Kljub bližini doline Reke, po kateri segajo z zahoda vplivi zaledne submediteranske klime vse do Ilirskobistriške kotline, se vplivi bližine Sredozemlja (Kvarnerski zaliv) na Gurah ne poznajo. Območje Gur tako uvrščamo v zmernocelinsko podnebje. Zaradi višine predstavlja orografsko pregrado vlažnim zračnim masam, ki potujejo od zahoda in jugozahoda proti notranjosti celine, zato je območje dobro namočeno. Padavinski režim je submediteranski z viškom v jesenskih mesecih. Značilna je dobra prevetrenost, najpogostejša vetrova sta jugo in burja.
Snežniška planota je dobro zakraselo razvodno območje in padavinske vode od tu podzemsko odtekajo na več strani, površinskih vodnih tokov ni. Zahodni del planote, ki mu pripada tudi sleme Volovje rebri, se podzemno odmaka v porečji Reke in Pivke. S sledilnim poizkusom izvedenim v letu 2006 je bilo dokazano, da padavinske vode z območja Volovje rebri odtekajo tako v izvir Pivke in dalje v Ljubljanico ter Črno morje kot tudi v kraška izvira Bistrica in Podstenjšek, ki pripadata porečju Reke in s tem Jadranskemu povodju. Slednja sta zajeta za vodooskrbo v občini Ilirska Bistrica.

## Flora in favna

### Rastlinstvo
Območje Volovje rebri leži na prehodu med submediteranskim in dinarskim območjem, zato je njegov rastlinski svet prav posrečen in gotovo eden bogatejših v Sloveniji. Zaradi stika submediteranskega (ali mediteranskega v naširšem smislu), dinarskega (s specifično ilirsko floro), srednjeevropskega ter dealpinskega geoelementa je to območje v rastlinskozemljepisnem oziru izjemno zanimivo.
Južna in od sonca razgreta pobočja so domovanje bolj toploljubnim rastlinam v slovenski flori, npr. žajblju (Salvia officinalis), ruju (Cotinus coggygria), ožepku (Hyssopus officinalis), ostrolistnemu belušu (Asparagus acutifolius), ilirskemu grahovcu (Astragalus illyricus), ilirski peruniki (Iris pallida ssp. illyrica), Zanonijevi detelji (Argyrolobium zanonii), ki se uveljavljajo v vrzelastem gozdu hrasta puhavca in črnega gabra (Ostryo-Quercetum pubescentis) ter njegovega degradacijskega stadija, gozda črnega gabra in jesenske vilovine (Seslerio autumnalis-Ostryetum).
Prostrane gole površine večinoma poraščajo submediteransko – ilirska suha travišča in mestoma suha kamnita travišča s prevladujočo vegetacijsko združbo nizkega šaša in skalnega glavinca (Carici humilis-Centaureetum rupestris), v kateri pa ponekod, predvsem na vetrovom bolj izpostavljenih rastiščih, povsem prevladuje dratenka ali tankolistna vilovina (Sesleria juncifolia), kdaj pa tudi ostnati šaš (Carex mucronata).
To so vrstno zelo bogata travišča s tipično kraško floro, ki gostijo tudi nekatere v Sloveniji redke in/ali ogrožene rastlinske vrste, kot so npr. Clusijev svišč (Gentiana clusii), košutnik (Gentiana lutea ssp. symphiandra), gorski kosmatinec (Pulsatilla montana), deljenolistna črnobina (Scrophularia heterophylla ssp. laciniata), ter francoski lan (Linum narbonense), liburnijski klinček (Dianthus liburnicus), alpski volčin (Daphne alpina), pritlikavi šetraj (Saturea subspicata ssp. liburnica), tržaški svišč (Gentiana tergestina), peresasta bodalica (Stipa eriocaulis ssp. carniolica), Jacquinov ranjak (Anthyllis montana ssp. jacquiniana) in številne vrste kukavičnic. V zavetrnih kotanjah in manjših vrtačah, kjer se je nabrala nekoliko debelejša plast prsti, pa najdemo paradne konje slovenske kraške flore, kot npr. potonika (Paeonia officinalis), kojniška (Iris sibirica ssp. errirhiza) in travnolistno peruniko (Iris graminea), ilirski meček (Gladiolus illyricus), navadni jesenček (Dictamnus albus), zlati koren (Asphodelu albus), črna (Veratrum nigrum) in navadna čmeriko (Veratrum album) ter prav vse lilije, ki rastejo v Sloveniji: kranjsko (Lilium carniolicum), turško (Lilium martagon), brstično (Lilium bulbiferum) in žafransko (Lilium bulbiferum ssp. croceum).
Pomembna značilnost teh travišč je poleg rastlinske pestrosti in prostranosti tudi njihova sklenjenost, saj predstavljajo eno redkih in edino večje bolj ali manj nefragmetirano območje visokodinarskih – submediteranskih suhih travišč v Sloveniji. Gre za travišča, zaradi različnih vzrokov vse bolj ogrožena in uvrščena med habitatne tipe, ki se prednostno ohranjajo v ugodnem stanju.

### Živalstvo

#### Ptice
Pestrost ptičjih vrst je na območju Volovje rebri izjemna. Po številu gnezdilk se Volovja reber lahko kosa s katerim koli nižinskim predelom Slovenije, v hribih pa je po razpoložljivih podatkih brez konkurence. Ornitologi so doslej tukaj opazovali 97 vrst ptic, od katerih jih 75 vrst na Volovji rebri ali v bližnji okolici gnezdi.
Najmarkantnejša gnezdilka Volovje rebri je planinski orel, saj tu gnezdi edini par v regiji. Svetlooka penica v Sloveniji gnezdi samo na Volovji rebri. Gnezditvene gostote poljskega škrjanca in drevesne cipe so med najvišjimi v državi. Tudi nekatere druge travniške vrste imajo tukaj visoke gnezditvene gostote, npr: slegur, repnik in rjavi srakoper.
Volovja reber je pomembna preletna točka selečih se ujed. Vsako sezono na selitvi greben preleti na stotine ujed – verjetno več tisoč osebkov. Najštevilčnejše vrste so sršenar, rjavi lunj in kanja. Med redkejšimi vrstami pa so ornitologi tu opazovali ribjega orla in malega orla. Poseben pomen ima Volovja reber za prelet beloglavih jastrebov. Podatki kažejo, da tod poteka eden od dveh najpomembnejših koridorjev za prelet kritično ogrožene kvarnerske populacije jastrebov na prehranjevališča v Alpe.
Glej tudi Seznam ptic v Evropi in Sloveniji

#### Velike zveri
Območju Volovje rebri je stalno območje vseh treh največjih zveri v Evropi: medveda, risa in volka.
Na podlagi razpoložljivih podatkov je razvidno, da to območje predstavlja pomemben del domačih okolišev več rjavih medvedov, enega tropa volkov in najmanj dveh evrazijskih risov, ki sicer živijo tudi še v bližnjem Natura 2000 območju Javorniki – Snežnik. Glede na lokacijo Volovje rebri in prostorske značilnosti okolice je zelo verjetno, da preko tega območja poteka eden pomembnejših, če ne celo najpomembnejši koridor za prehajanje velikih zveri med Snežniško planoto in območjem okoli Vremščice, ki se nato nadaljuje preko Nanosa do Trnovskega gozda in dalje v italijanske in avstrijske Alpe.

#### Metulji
Skupaj s travišči v Pivški dolini so pobočja nad Ilirsko Bistrico eno največjih sklenjenih območij pretežno negojenih suhih kraških travnikov v Sloveniji. Temu primerna je tudi izredna pestrost favne dnevnih metuljev, ki so večinoma vezani na odprte dobro osončene habitate. Do sedaj je bilo na teh pobočjih zabeleženo kar 97 vrst metuljev, od katerih so le tri znane samo po starejših najdbah. Tu živi torej več kot polovica vseh v Sloveniji najdenih vrst.
Poleg izredne raznolikosti pa pobočja Volovje rebri navdušujejo tudi z izredno gostoto metuljev, kar je dober pokazatelj ohranjenosti travnikov na tem območju in dokaz velikih populacij travniških vrst dnevnih metuljev. Predvsem v juniju se travnata pobočja odenejo v pisane barve cvetja in njihovih pisanih obiskovalcev in tako za vsakega ljubitelja narave pripravijo nepozabno doživetje.
Poleg raznolikosti, ki je v slovenskem merilu primerljiva z bolj znanim Kraškim robom in pobočji nad Vipavsko dolino, je Volovja reber naravovarstveno pomembna tudi zaradi nekaterih redkih in ogroženih vrst, ki so tu našla eno svojih zadnjih pribežališč v Sloveniji. Tako je kar 23 vrst dnevnih metuljev iz tega območja vključenih v Rdeči seznam ogroženih rastlinskih in živalskih vrst Slovenije. Med njimi sta najverjetneje zaradi zaraščanja v zadnjih desetletjih na tem območju izumrla puščavar Chazara briseis (Linnaeus, 1764) in grmovni oblakar Hyponepele lycaon (Rottemburg, 1775).
Vrste metuljev izrednega naravovarstvenega pomena na Volovji rebri: 
Travniški postavnež (Euphydryas aurinia), Sviščev mravljiščar (Maculinea alcon), Krvomočničina rjavka (Aricia eumedon), Čišljakov ostrozob (Carcharodus lavatherae), Močvirski ostrozob (Carcharodus floccifera), Črni apolon (Parnassius mnemosyne)

#### Divje čebele
Divje čebele so na cvetočih kraških travnikih izjemno raznovrstne, zato jih je veliko tudi na Volovji rebri. Večina izmed njih živi samotarsko in mnoge vrste zbirajo pelod in medičino za svoj zarod le na cvetovih določene rastlinske družine. Dalmatinska dišavka (Hoplitis dalmatica) je redka vrsta, razširjena v južni Evropi od Francije in Andore na Zahodu, prek južne Švice in Sardinije do Slovenije in Hrvaške (Dalmacije), od koder je bila prvič opisana. V Sloveniji je bila najdena na Krasu pri Lipici in Škocjanu, pri Vipavi, na Vremščici in na travnatih hribih v predgorju Snežnika nad Ilirsko Bistrico in Pivko.

## Sporna vetrna elektrarna Volovja reber
V Sloveniji so se s projektom vetrnih elektrarn prvi začeli ukvarjati v Elektro Primorska d.d., javnem podjetju za distribucijo električne energije, ki je v večinski lasti države. Kljub temu, da so predhodne raziskave opozorile, da je Volovja reber zaradi velike ranljivosti narave za postavitev vetrne elektrarne neprimerna, so konec leta 2002 stekle aktivnosti za pridobitev dovoljenj.
Ves čas je investitor tesno sodeloval z občino Ilirska Bistrica. Območje Volovje rebri, ki je bilo do tedaj v državnem planu rezervirano za ustanovitev Regijskega parka Snežnik, je občina s prostorskim planom namenila energetski izrabi vetra. Postopki so se na občini začeli v začetku leta 2003, zaključili pa so se s sprejetjem prostorskega plana 29.4.2004 – zadnji dan pred uveljavitvijo predpisov o varovanju območij Natura 2000.
Sledil je dolgotrajni postopek presoje vplivov vetrne elektrarne na okolje. Kljub temu, da je državni Zavod za varstvo narave izdal strokovno mnenje, da bi imela vetrna elektrarna nesprejemljivo velik vpliv na naravo, je Agencija RS za okolje junija 2006 izdala okoljevarstveno soglasje. Ministrstvo za okolje in prostor je nato marca 2007 izdalo gradbeno dovoljenje. Zaradi številnih pritožb in sodnih sporov, ki jih je sprožila civilna družba pa se gradnja še ni začela.
Postopke so zaznamovale številne nepravilnosti, ki so jih zagrešili državni uradniki v vseh fazah postopkov. Na pobudo prvaka Nacionalne stranke Zmaga Jelinčiča Plemenitega je primer preiskovala Komisija za preprečevanje korupcije. V Načelnem mnenju št. 74, ki ga je Komisija izdala marca 2007, ugotavlja, da ravnanje uradnih oseb Ministrstva za okolje in prostor, ki so pripomogle k izdaji dovoljenj za postavitev vetrne elektrarne na Volovji rebri, ustreza definiciji korupcije. Zaradi nezakonite izločitve Volovje rebri iz Nature 2000 se s primerom ukvarja tudi Evropska Komisija. V uradnem opominu zaradi nezadostne opredelitve Natura 2000 območij za ptice iz junija 2007 od slovenskih oblasti izrecno zahteva pojasnilo za izločitev Volovje rebri.
Primer Volovja reber je precedenčnega pomena tudi za sodelovanje nevladnih naravovarstvenih organizacij v postopkih izdajanja okoljevarstvenih soglasij za velike posege v prostor, ki ga je Agencija RS za okolje vztrajno onemogočala. Društvo za opazovanje in proučevanje ptic Slovenije (DOPPS) si je položaj udeleženca v postopku izborilo po treh letih zapletenih pravnih sporov na Upravnem sodišču.

### Koalicija za Volovjo reber
Grožnja z uničenjem Volovje rebri je povezala pisano množico nevladnih in strokovnih naravovarstvenih in naravoslovnih organizacij v Koalicijo za Volovjo reber. Ob ustanovitvi 14. aprila 2004 je Koalicija štela 24 članic. Kasneje so se ji pridružile še nove, tako da šteje danes Koalicija preko 30 članic.
Cilj Koalicije je obvarovati Volovjo reber pred pretečim razdejanjem z vetrnimi elektrarnami. Koalicija vseskozi poudarja, da vetrnim elektrarnam v splošnem ne nasprotuje. Pogoj pa je, da se jih postavi na mesta, kjer ne bo prekomerne škode za naravo in za krajino.